# Néphéline
La néphéline, appelée également néphélite, est un minéral de la famille des tectosilicates, sous-groupe des feldspathoïdes. Elle contient du sodium, de l'aluminium et du silicium, et a pour formule chimique Na3KAl4Si4O16.
Elle se rencontre dans les roches magmatiques différenciées alcalines sous-saturées en silice, comme les phonolites.

## Utilisation
La néphéline peut être utilisée dans la production industrielle de céramique (par exemple, de porcelaine tendre), ou de verre de cristal.